# نسة كوه ويسي تشين (تشين)
نسة کوه ویسي تشین (بالفارسية: نسه‌کوه ویسی چین) هي قرية تقع في إيران في قسم تشین الريفي. يقدر عدد سكانها بـ 194 نسمة .